# Ypsolopha melanofuscella
Ypsolopha melanofuscella is een vlinder uit de familie van de spitskopmotten (Ypsolophidae). De wetenschappelijke naam van de soort is voor het eerst geldig gepubliceerd in 2013 door Ponomarenko & Zinchenko.
De vlinder heeft een voorvleugellengte van 7,5 tot 8,0 millimeter.
De soort komt voor in het uiterste zuidoosten van Rusland.